# Sandgate (Vermont)
Sandgate ist eine Town im Bennington County des Bundesstaates Vermont in den Vereinigten Staaten mit 387 Einwohnern (laut Volkszählung von 2020).

## Geographie

### Geografische Lage
Sandgate liegt im Nordwesten des Bennington Countys, an der Grenze zum Bundesstaat New York in den Green Mountains. Es gibt nur wenige kleine Flüsse auf dem Gebiet der Town, sie münden alle in den Batten Kill und auch nur wenige kleinere Seen. Der größte ist der Lake Madeleine im Osten der Town. Die höchste Erhebung in dem hügeligen Gebiet ist der 1007 m hohe Bear Mountain.

### Nachbargemeinden
Alle Entfernungen sind als Luftlinien zwischen den offiziellen Koordinaten der Orte aus der Volkszählung 2010 angegeben.
- Norden: Rupert, 2,9 km
- Nordosten: Dorset, 16,4 km
- Osten: Manchester, 13,1 km
- Südosten: Sunderland, 12,9 km
- Süden: Arlington, 6,4 km
- Westen: Salem, New York, 15,9 km

### Klima
Die mittlere Durchschnittstemperatur in Sandgate liegt zwischen −7,2 °C (19 °Fahrenheit) im Januar und 20,6 °C (69 °Fahrenheit) im Juli. Damit ist der Ort gegenüber dem langjährigen Mittel der USA um etwa 10 Grad kühler. Die Schneefälle zwischen Oktober und Mai liegen mit über fünfeinhalb Metern knapp doppelt so hoch wie die mittlere Schneehöhe in den USA, die tägliche Sonnenscheindauer liegt am unteren Rand des Wertespektrums der USA.

## Geschichte
Der Grant für Sandgate wurde am 11. August 1761 als Teil der New Hampshire Grants vergeben. Die Besiedlung startete 1769, der erste Siedler war Reuben Thomas mit seiner Familie aus Woodbury, Connecticut. Das erste Kind, welches in der Town geboren wurde, war der Sohn Samuel. Es ist nicht bekannt, wann die konstituierende Versammlung der Town stattfand, die frühen Unterlagen sind in einem schlechten Zustand, viele Seiten fehlen. Vermutlich jedoch in den Jahren 1781 oder 1782. Die Aufzeichnungen von 1790 bis 1804 sind komplett vorhanden. Reuben Thomas war nicht nur Vertreter der Town in der Legislative von Vermont, er war auch viele Jahre in anderen öffentlichen Ämtern der Town tätig.

### Einwohnerentwicklung
| Volkszählungsergebnisse – Town of Sandgate, Vermont | Volkszählungsergebnisse – Town of Sandgate, Vermont | Volkszählungsergebnisse – Town of Sandgate, Vermont | Volkszählungsergebnisse – Town of Sandgate, Vermont | Volkszählungsergebnisse – Town of Sandgate, Vermont | Volkszählungsergebnisse – Town of Sandgate, Vermont | Volkszählungsergebnisse – Town of Sandgate, Vermont | Volkszählungsergebnisse – Town of Sandgate, Vermont | Volkszählungsergebnisse – Town of Sandgate, Vermont | Volkszählungsergebnisse – Town of Sandgate, Vermont | Volkszählungsergebnisse – Town of Sandgate, Vermont |
| Jahr                                                | 1700                                                | 1710                                                | 1720                                                | 1730                                                | 1740                                                | 1750                                                | 1760                                                | 1770                                                | 1780                                                | 1790                                                |
| --------------------------------------------------- | --------------------------------------------------- | --------------------------------------------------- | --------------------------------------------------- | --------------------------------------------------- | --------------------------------------------------- | --------------------------------------------------- | --------------------------------------------------- | --------------------------------------------------- | --------------------------------------------------- | --------------------------------------------------- |
| Einwohner                                           |                                                     |                                                     |                                                     |                                                     |                                                     |                                                     |                                                     |                                                     |                                                     | 773                                                 |
| Jahr                                                | 1800                                                | 1810                                                | 1820                                                | 1830                                                | 1840                                                | 1850                                                | 1860                                                | 1870                                                | 1880                                                | 1890                                                |
| Einwohner                                           | 1.020                                               | 1.187                                               | 1.185                                               | 933                                                 | 777                                                 | 850                                                 | 805                                                 | 705                                                 | 681                                                 | 587                                                 |
| Jahr                                                | 1900                                                | 1910                                                | 1920                                                | 1930                                                | 1940                                                | 1950                                                | 1960                                                | 1970                                                | 1980                                                | 1990                                                |
| Einwohner                                           | 482                                                 | 401                                                 | 283                                                 | 189                                                 | 187                                                 | 158                                                 | 93                                                  | 127                                                 | 234                                                 | 278                                                 |
| Jahr                                                | 2000                                                | 2010                                                | 2020                                                | 2030                                                | 2040                                                | 2050                                                | 2060                                                | 2070                                                | 2080                                                | 2090                                                |
| Einwohner                                           | 353                                                 | 405                                                 | 387                                                 |                                                     |                                                     |                                                     |                                                     |                                                     |                                                     |                                                     |

## Wirtschaft und Infrastruktur

### Verkehr
Keine der größeren Verkehrswege des Bundesstaates Vermont erreicht die Town Sandgate. Sie wird nur durch wenige, lokale Straßen durchzogen.

### Öffentliche Einrichtungen
In Sandgate gibt es kein eigenes Krankenhaus. Das nächste zuständige Krankenhaus ist das Southwestern Medical Center in Bennington.

### Bildung
Sandgate gehört mit Arlington zur Battenkill Valley Supervisory Union Office. Es gibt in Sandgate keine eigene Schule. Die Schulkinder von Sandgate besuchen die Schulen in Arlington.

## Persönlichkeiten

### Söhne und Töchter der Stadt
- Ormsby B. Thomas (1832–1904),  Politiker, Abgeordneter im US-Repräsentantenhaus
- Silas Sanderson (1824–1886), Oberster Richter am Supreme Court of California